# Rudolf I van Eu
Rudolf I van Eu ook gekend als Rudolf I van Lusignan (circa 1160/1165 - 1 mei 1219) was van 1200 tot 1219 graaf van Eu.

## Levensloop
Rudolf was de zoon van Hugo van Lusignan (1141-1169), als zoon van heer Hugo VIII van Lusignan erfgenaam van de heerlijkheid Lusignan. Zijn moeder was ene Orengarde, een vrouw wier afkomst onbekend is. 
Rond het jaar 1200 werd Rudolf benoemd tot heer van Issoudun, Melle, Chizé, Civray en La Mothe-Saint-Héray. Toen hij in dezelfde periode met gravin Adelheid van Eu trouwde, werd hij bovendien graaf van Eu. Ze kregen twee kinderen:
- Rudolf II (circa 1200-1246), graaf van Eu
- Mathilde (circa 1210-1274), huwde in 1236 met Humphrey van Bohun, tweede earl van Hereford.

In 1219 stierf Rudolf ofwel in Melle ofwel in Akko terwijl hij als kruisvaarder deelnam aan de Tweede Kruistocht.